# La banalità del crimine
La banalità del crimine è un film del 2018 diretto da Igor Maltagliati.

## Trama
Un gruppo di criminali agisce metodicamente e senza alcun rimorso. Quando il capo per cui lavorano deve affrontare un grosso rivale...

## Distribuzione
Il film è stato distribuito da West 46th Films nelle sale cinematografiche italiane a partire dal 10 maggio 2018.